# Phycella
Phycella é um género botânico pertencente à família Amaryllidaceae.

## Espécies
- Phycella australis Ravenna,[desambiguação necessária] Pl. Life 37: 71 (1981).
- Phycella brevituba Herb., Amaryllidaceae: 154 (1837).
- Phycella cyrtanthoides (Sims) Lindl., Bot. Reg. 11: t. 928 (1825).
- Phycella herbertiana Lindl., Edwards's Bot. Reg. 16: t. 1341 (1830).
- Phycella scarlatina Ravenna, Pl. Life 37: 69 (1981).